# Jean-Cyril Spinetta
Jean-Cyril Spinetta (* 4. Oktober 1943 in Paris) ist ein französischer Spitzenbeamter und Manager. Nachdem er eine Reihe von Position rund um das Bildungssystem Frankreichs innehatte, begab er sich in die Wirtschaft und fungierte als Chief Executive Officer (CEO) von Air Inter und Air France bzw. Air France-KLM. Zudem war er in einer Reihe von anderen Unternehmen aus unterschiedlichen Branchen als Manager aktiv.

## Karriere
Jean-Cyril Spinetta wurde 1943 im 15. Arrondissement der französischen Hauptstadt Paris geboren, wobei seine Familie korsischen und italienischen Ursprungs ist. Sein Vater, Adrien Spinetta (1908–1998), war Ingenieur und hochrangiger Beamter im Corps des ingénieurs des ponts et chaussées. Jean-Cyril Spinetta besuchte das Lycée Hoche in Versailles, wo er zwei Klassen übersprang, ehe er an der Universität von Paris ein Studium des öffentlichen Rechts begann. Dieses schloss er ebenso wie seine spätere Ausbildung am Institut d’études politiques de Paris (Pariser Institut für politische Studien) sowie an der École nationale d’administration (Nationale Hochschule für Verwaltung) mit einem Diplom ab.
Ab 1972 arbeitete Spinetta im Bildungsministeriums Frankreichs als Chef des „Bureau des Investissements et de la Planification“ (Amt für Bildungsplanung und -investition). Im Anschluss fungierte er von 1976 bis 1978 als Rechnungsprüfer am Conseil d’État. Nach drei Jahren im Secrétariat Général du Gouvernement sowie zwei Jahren im Stab von Ministerpräsident Pierre Mauroy kehrte er 1983 ins Bildungsministerium zurück. Dort war er bis 1984 Directeur des Collèges, ehe ihn Arbeitsminister Michel Delebarre bereits in sein Kabinett berief. Nachdem Delebarre 1986 von Philippe Séguin abgelöst wurde, kehrte Spinetta erneut ans Bildungsministerium zurück und fungierte dort als Generalinspektor. Delebarre übernahm 1988 das Verkehrsministerium, sodass Spinetta ihm erneut folgte und dies seinen Weg in die Wirtschaft des Verkehrswesen ebnen sollte. 1990 nämlich schied Spinetta aus allen Beamtenpositionen aus und übernahm die Position des Chief Executive Officers (CEO) bei der französischen Fluggesellschaft Air Inter, die er bis 1993 innehatte.
Nachdem er von 1994 bis 1997 in diversen beratenden Position tätig war (unter anderem in der Regierung unter François Mitterrand sowie für die Europäische Kommission), wurde er 1997 CEO von Air France, der größten französischen Fluggesellschaft. Diese Position übernahm er auch in der Air France-KLM Group, die 2004 aus der Fusion von Air France und den KLM Royal Dutch Airlines entstand. Spinetta blieb dem Unternehmen bis 2013 als CEO erhalten; dies allerdings mit einer Unterbrechung (2009–2011), in der er als Vorstandsvorsitzender fungierte.
Neben der Air France war Spinetta als Manager bei weiteren Unternehmen beschäftigt, so bei Compagnie de Saint-Gobain (2005–2013), Unilever (2006–2007), GDF Suez (2008–2009) und Areva (2009–2013). Derzeit aktiv ist Spinetta noch für Alitalia (seit 2002 mit Unterbrechung) sowie für Alcatel-Lucent (seit 2006). Zudem kehrte er im Oktober 2013 in den Staatsdienst zurück, als er den Vorsitz des neu gegründeten „Conseil national éducation-économie“ bis zum 7. Februar 2014 übernahm.
Spinetta ist Offizier der Ehrenlegion sowie des Ordre national du Mérite, des nationalen Verdienstordens Frankreichs. Des Weiteren wurde er für seine Dienste um das Bildungswesen Frankreichs in den Ordre des Palmes Académiques aufgenommen, ebenfalls im Offiziersrang.